# Commodus
Lucius Aurelius Commodus, ook wel Marcus Aurelius Commodus Antoninus, kortweg Commodus genoemd, (Lanuvium 31 augustus 161 – 31 december 192) was keizer van Rome van 177 tot 192, waarvan de eerste drie jaar als medekeizer van zijn vader, Marcus Aurelius. De klassieke, mogelijk partijdige geschiedschrijving van de Historia Augusta - in dit artikel gevolgd - beschouwt hem als een van de slechtste keizers van het Romeinse Rijk. In ieder geval viel Commodus slecht bij de Romeinse Senaat. Via zijn vader was hij lid van de belangrijke Romeinse gens Aurelia.

## Jeugd
Commodus was het negende kind en de enig overlevende zoon van Marcus Aurelius en Faustina. Hij werd geboren in Lanuvium in augustus 161. Vanaf zijn prilste jeugd zorgde zijn vader voor de best mogelijke opleiding. De beroemde arts Claudius Galenus had hem als patiënt. Hij kreeg de titel Caesar op zijn vijfde, wat betekent dat hij vanaf dat moment officieel de opvolger van Marcus Aurelius was. Daarmee week Marcus Aurelius voor het eerst sinds vijf generaties af van de traditie om een geadopteerde zoon als opvolger te benoemen (zie Adoptiefkeizers).
Op zijn tiende kreeg Commodus de titel Germanicus en op zijn veertiende werd hij Princeps Juventutis. In 175 vertrok hij met zijn vader oostwaarts en keerde een jaar later in triomf terug, waarna hij de titel Imperator ontving.

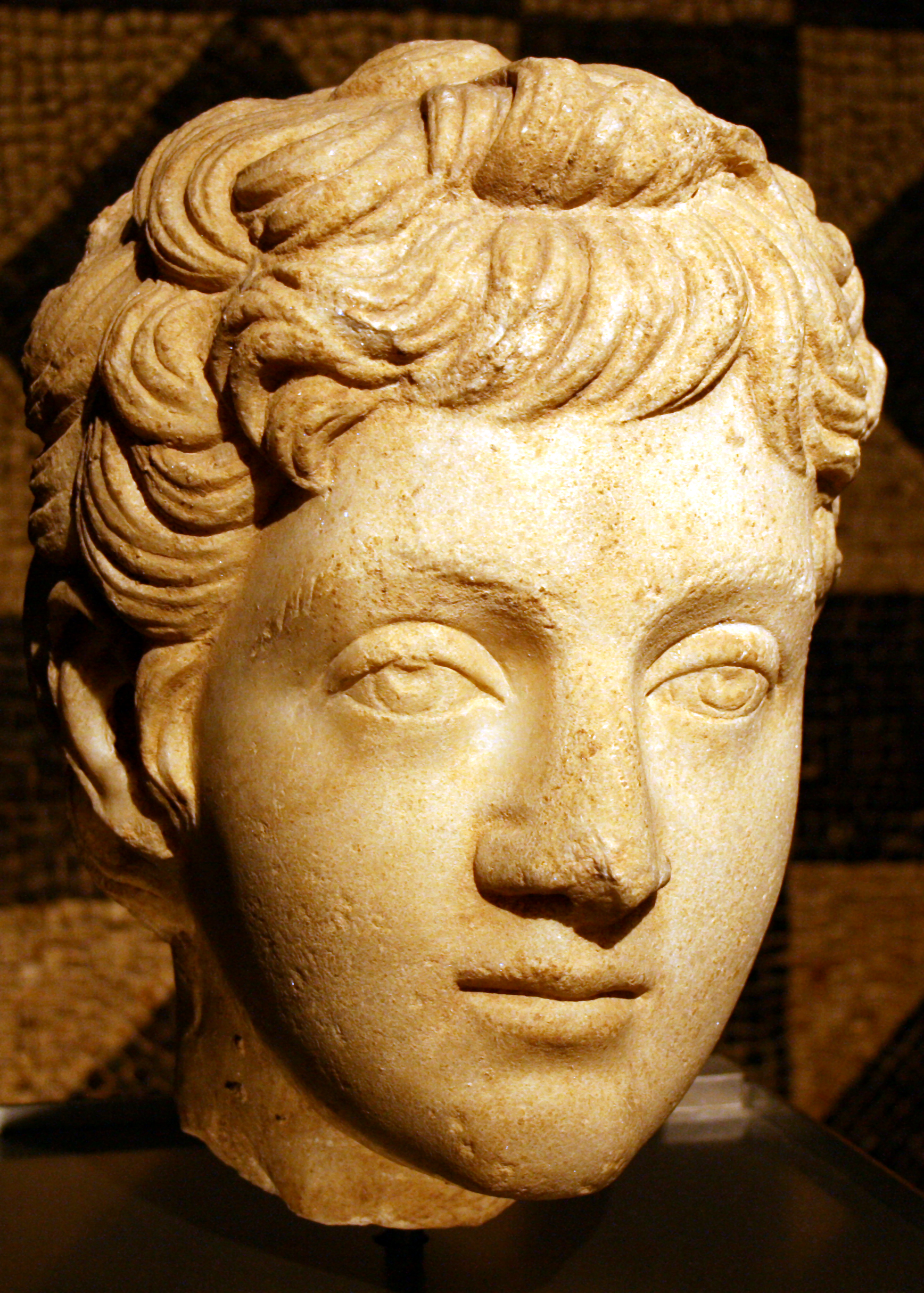
Kop van jonge Commodus, Römisch-Germanisches Museum, Keulen.

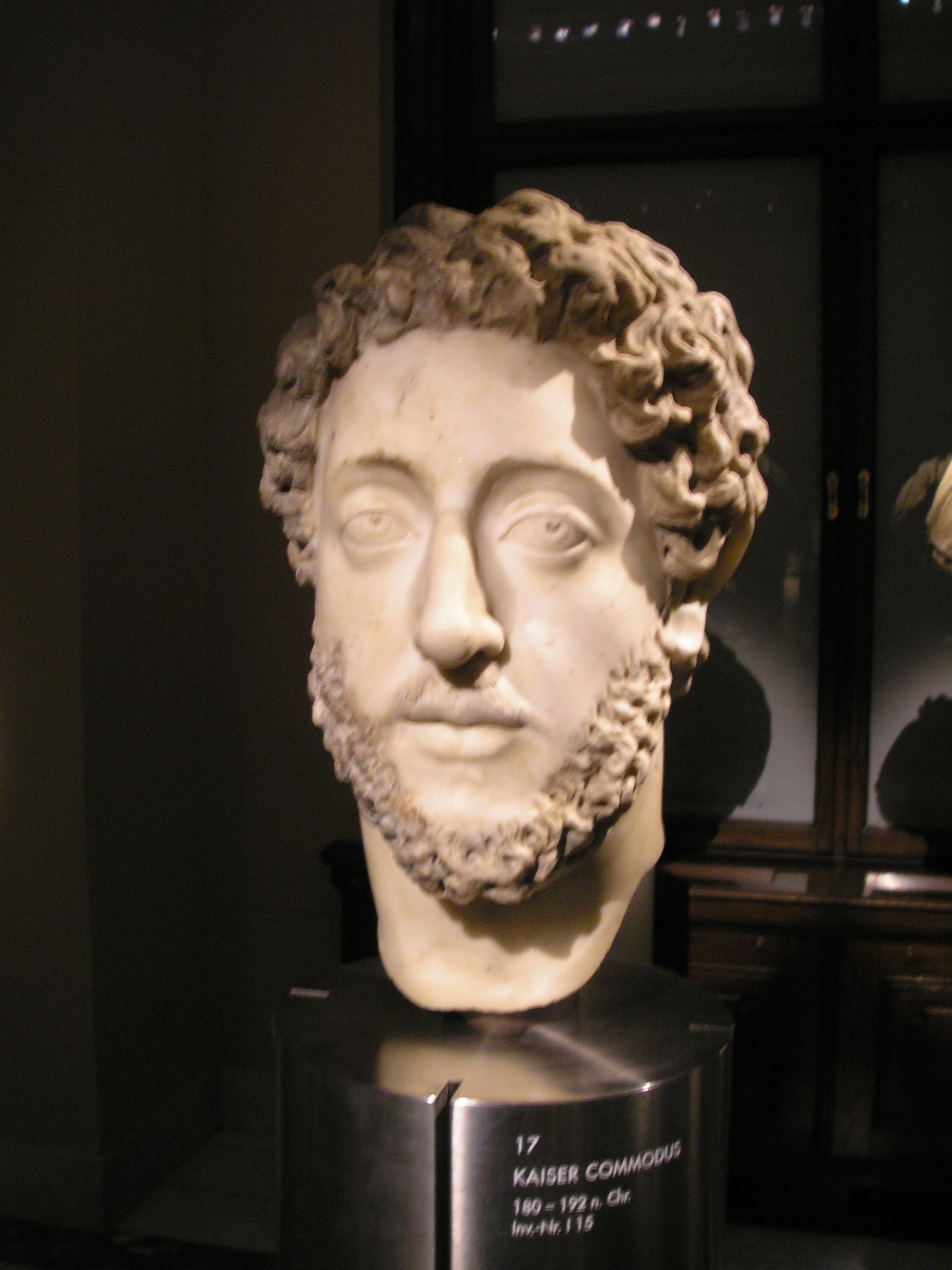
Commodus' buste in het Kunsthistorisches Museum, Wenen. Volgens Herodianus was Commodus trots op zijn knappe uiterlijk met van nature blond en krullend haar.

## Zijn begin als keizer
In 177 kreeg Commodus de titel Augustus en werd daarmee medekeizer van zijn vader. In datzelfde jaar trouwde hij met Crispina. Na de dood van zijn vader in 180 kreeg Commodus de volledige macht als keizer. Zijn officiële naam werd Marcus Aurelius Antoninus Commodus, maar deze naam werd later weer veranderd. Vanaf 180 deed hij zijn best om de vrede terug te brengen en beëindigde hij de expansie van het rijk, ingezet door zijn voorgangers. Hij sloot vrede met Germanië en keerde snel terug naar Rome waar hij zijn vader eerde met de titel 'Divus' (vergoddelijkte).

## Complot
Volgens de derde- en vierde-eeuwse geschiedschrijvers Cassius Dio, Herodianus en de anonieme auteur van de Historia Augusta bleek de nieuwe keizer de kwaliteiten van zijn vader als leider nu totaal te ontberen. Hij zou veel vijanden hebben gemaakt door slechte vriendjespolitiek en keuze van verkeerde adviseurs. Zijn zuster Lucilla en zijn vrouw Crispina, die oorspronkelijk niet met elkaar konden opschieten, legden hun geschillen bij en raakten in 183 betrokken bij een complot van een groep senatoren om Commodus uit de weg te ruimen. De zaak lekte echter uit en Lucilla werd verbannen naar de Villa Jovis op het eiland Capri. Commodus' vijandschap met de senaat werd openlijk en grimmig en zijn autocratische regering zou steeds corrupter zijn geworden. In hetzelfde jaar beschuldigde de keizer zijn vrouw Crispina van overspel en liet haar executeren. Volgens de Romeinse geschiedschrijving zou deze beschuldiging van de man komen die zelf zo overspelig was dat verhaald wordt dat hij er een harem van 300 vrouwen en evenveel mannen op nahield.
Commodus' regime zou het keizerrijk hebben geteisterd en overal begonnen protesten uit te breken, ook onder de troepen. Verscheidene moordaanslagen mislukten. De corruptie veroorzaakte zelfs een hongersnood en bracht Rome op de rand van een burgeroorlog. Bovendien brak een pestepidemie uit die zich over heel Italië uitbreidde.

## Terreur
In de loop van de jaren zou de waanzin van Commodus zich steeds duidelijker hebben gemanifesteerd. Hij zou buitengewoon wreed zijn geweest en om de geringste verdenkingen executies hebben verordonneerd. Zijn terreurregime zou niet ondergedaan hebben voor de regeringen van Caligula en Nero en hij zou niet alleen door de senaat, maar ook door de bevolking worden gehaat. Zelfs zijn naaste adviseurs zouden niet veilig zijn geweest.

## Grootheidswaan

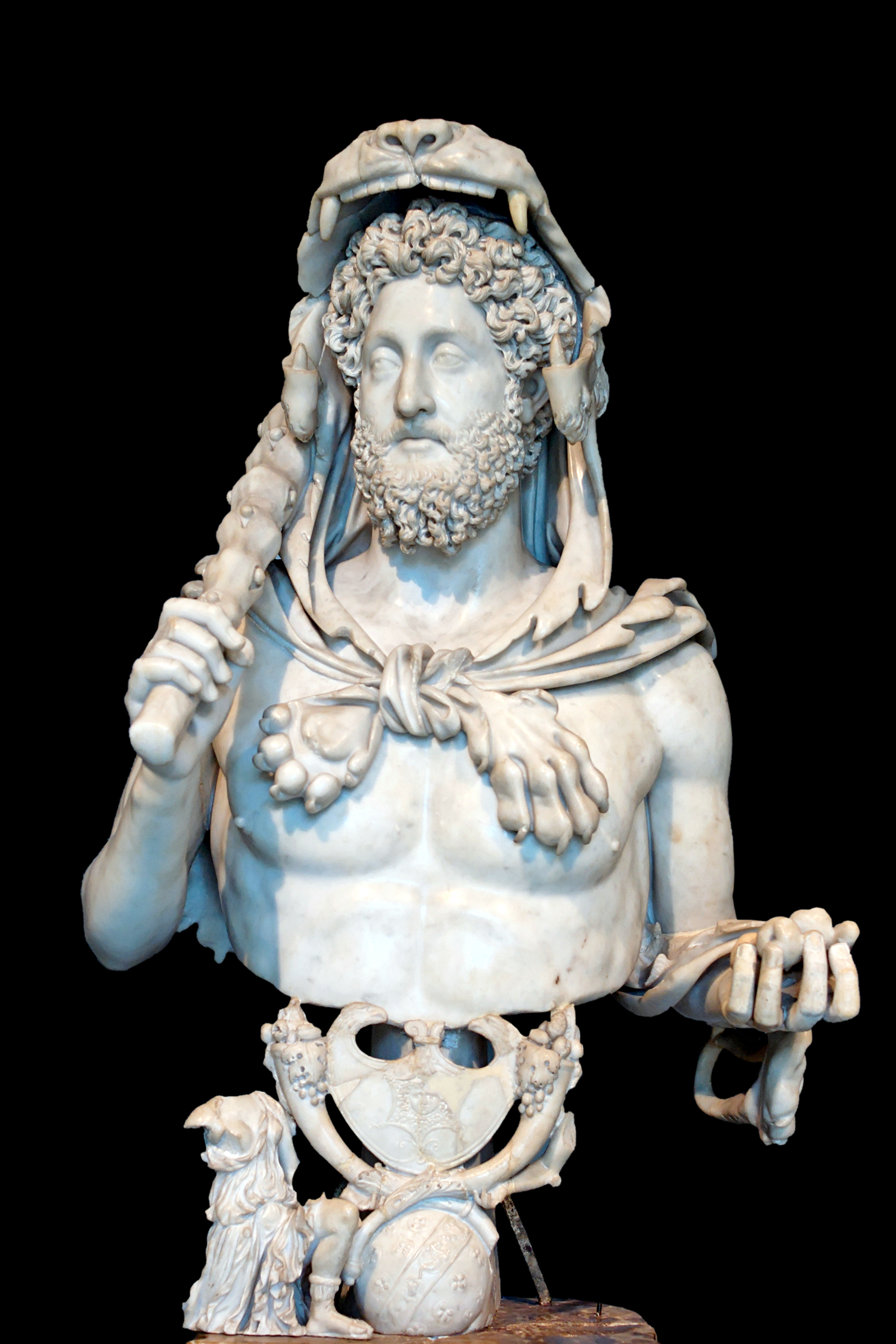
Commodus als Hercules, Musei Capitolini, Rome

Zijn aandacht voor staatszaken werd nog minder dan ze in het begin al was en hij hield zich steeds meer bezig met zijn hobby's: de jacht en gladiatorspelen. Tot grote afschuw van de senaat trad hij zelf ook op als gladiator in het circus. Zijn grootheidswaan was grenzeloos. Hij liet zich aanspreken met Hercules en hernoemde alle maanden van het jaar naar zijn eigen namen en titels in volgorde: Aelius, Aurelius, Commodus, Augustus, Herculeus, Romanus, Exsuperatorius, Amazonius, Invictus, Felix, Pius. Vooral de naam Amazonius, zijn titel als gladiator, schoot bij velen in het verkeerde keelgat. Hij hernoemde het leger en vloten naar zichzelf. In 192 brandde een deel van Rome af. Commodus nam de gelegenheid te baat om de stad te herdopen als Colonia Commodiana.

## Einde van het regime
Eind 192 maakte Commodus bekend dat hij, tijdens de belangrijke evenementen die op het programma staan voor Nieuwjaarsdag 193, als gladiator zou verschijnen om zo aan zijn nieuwe consulaat te beginnen. De senaat was dermate verontwaardigd dat een groep senatoren besloot dat hij onder geen beding de kans mocht krijgen de plechtige traditionele ceremonies te ontheiligen. Er werd snel maar zorgvuldig een complot beraamd om hem uit de weg te ruimen en op oudejaarsavond 192 werd hij door zijn concubine Marcia vergiftigd en, om er zeker van te zijn dat hij het niet overleefde, gewurgd door een ingehuurde atleet, Narcissus. Juichend ontving de opgeluchte senaat het overlijdensbericht en sprak een damnatio memoriae (vervloeking der nagedachtenis) uit. Binnen drie jaar werd de senaat echter door Septimius Severus gedwongen de titel 'Divus' (goddelijk) aan de door hen vervloekte Commodus toe te kennen.

## Namen
Commodus droeg verschillende namen:
- 161, geboren als LVCIVS•AVRELIVS•COMMODVS
- 166, krijgt titel van Caesar (troonopvolger): LVCIVS•AVRELIVS•COMMODVS•CAESAR
- 172, neemt met zijn vader de titel van Germanicus aan: LVCIVS•AVRELIVS•COMMODVS•CAESAR•GERMANICVS
- 175, neemt met zijn vader de titel van Sarmaticus aan: LVCIVS•AVRELIVS•COMMODVS•CAESAR•GERMANICVS•SARMATICVS
- 176, krijgt de titel van Imperator
- 177, mederegent met zijn vader : IMPERATOR•CAESAR•LVCIVS•AVRELIVS•COMMODVS•AVGVSTVS•GERMANICVS•SARMATICVS
- 180, troonopvolging : IMPERATOR•CAESAR•MARCVS•AVRELIVS•COMMODVS•AVGVSTVS•GERMANICVS•SARMATICVS
- 182, neemt de titels van Pius en Germanicus maximus aan: IMPERATOR•CAESAR•MARCVS•AVRELIVS•COMMODVS•AVGVSTVS•PIVS•SARMATICVS•GERMANICVS•MAXIMVS
- 184, voegt Britannicus toe: IMPERATOR•CAESAR•MARCVS•AVRELIVS•COMMODVS•AVGVSTVS•PIVS•SARMATICVS•GERMANICVS•MAXIMVS•BRITANNICVS
- 185, voegt Felix toe: IMPERATOR•CAESAR•MARCVS•AVRELIVS•COMMODVS•AVGVSTVS•PIVS•FELIX•SARMATICVS•GERMANICVS•MAXIMVS•BRITANNICVS
- 191, laatste naamsverandering tot IMPERATOR•CAESAR•LVCIVS•ÆLIVS•AVRELIVS•COMMODVS•AVGVSTVS•PIVS•FELIX•SARMATICVS•GERMANICVS•MAXIMVS•BRITANNICVS

## Stamboom
|                       |                       |                       |                       |                       |                       |  |  |                          |                          |                          |                          | Antoninus Pius (keizer)  | Antoninus Pius (keizer)  | Antoninus Pius (keizer) | Antoninus Pius (keizer) | Antoninus Pius (keizer) | Antoninus Pius (keizer) |                     |                     | Faustina de Oudere  | Faustina de Oudere  | Faustina de Oudere | Faustina de Oudere | Faustina de Oudere | Faustina de Oudere |  |  |  |  |  |  |
|                       |                       |                       |                       |                       |                       |  |  |                          |                          |                          |                          | Antoninus Pius (keizer)  | Antoninus Pius (keizer)  | Antoninus Pius (keizer) | Antoninus Pius (keizer) | Antoninus Pius (keizer) | Antoninus Pius (keizer) |                     |                     | Faustina de Oudere  | Faustina de Oudere  | Faustina de Oudere | Faustina de Oudere | Faustina de Oudere | Faustina de Oudere |  |  |  |  |  |  |
|                       |                       |                       |                       |                       |                       |  |  |                          |                          |                          |                          |                          |                          |                         |                         |                         |                         |                     |                     |                     |                     |                    |                    |                    |                    |  |  |  |  |  |  |
|                       |                       |                       |                       |                       |                       |  |  | Marcus Aurelius (keizer) | Marcus Aurelius (keizer) | Marcus Aurelius (keizer) | Marcus Aurelius (keizer) | Marcus Aurelius (keizer) | Marcus Aurelius (keizer) |                         |                         | Faustina de Jongere     | Faustina de Jongere     | Faustina de Jongere | Faustina de Jongere | Faustina de Jongere | Faustina de Jongere |                    |                    |                    |                    |  |  |  |  |  |  |
|                       |                       |                       |                       |                       |                       |  |  | Marcus Aurelius (keizer) | Marcus Aurelius (keizer) | Marcus Aurelius (keizer) | Marcus Aurelius (keizer) | Marcus Aurelius (keizer) | Marcus Aurelius (keizer) |                         |                         | Faustina de Jongere     | Faustina de Jongere     | Faustina de Jongere | Faustina de Jongere | Faustina de Jongere | Faustina de Jongere |                    |                    |                    |                    |  |  |  |  |  |  |
|                       |                       |                       |                       |                       |                       |  |  |                          |                          |                          |                          |                          |                          |                         |                         |                         |                         |                     |                     |                     |                     |                    |                    |                    |                    |  |  |  |  |  |  |
|                       |                       |                       |                       |                       |                       |  |  |                          |                          |                          |                          |                          |                          |                         |                         |                         |                         |                     |                     |                     |                     |                    |                    |                    |                    |  |  |  |  |  |  |
|                       |                       |                       |                       |                       |                       |  |  |                          |                          |                          |                          |                          |                          |                         |                         |                         |                         |                     |                     |                     |                     |                    |                    |                    |                    |  |  |  |  |  |  |
| Lucius Verus (keizer) | Lucius Verus (keizer) | Lucius Verus (keizer) | Lucius Verus (keizer) | Lucius Verus (keizer) | Lucius Verus (keizer) |  |  | Lucilla                  | Lucilla                  | Lucilla                  | Lucilla                  | Lucilla                  | Lucilla                  |                         |                         | Commodus (keizer)       | Commodus (keizer)       | Commodus (keizer)   | Commodus (keizer)   | Commodus (keizer)   | Commodus (keizer)   |                    |                    |                    |                    |  |  |  |  |  |  |
| Lucius Verus (keizer) | Lucius Verus (keizer) | Lucius Verus (keizer) | Lucius Verus (keizer) | Lucius Verus (keizer) | Lucius Verus (keizer) |  |  | Lucilla                  | Lucilla                  | Lucilla                  | Lucilla                  | Lucilla                  | Lucilla                  |                         |                         | Commodus (keizer)       | Commodus (keizer)       | Commodus (keizer)   | Commodus (keizer)   | Commodus (keizer)   | Commodus (keizer)   |                    |                    |                    |                    |  |  |  |  |  |  |

## Afbeeldingen
Onder meer
- bustes en koppen:
  - Louvre (Ma 1123), Parijs

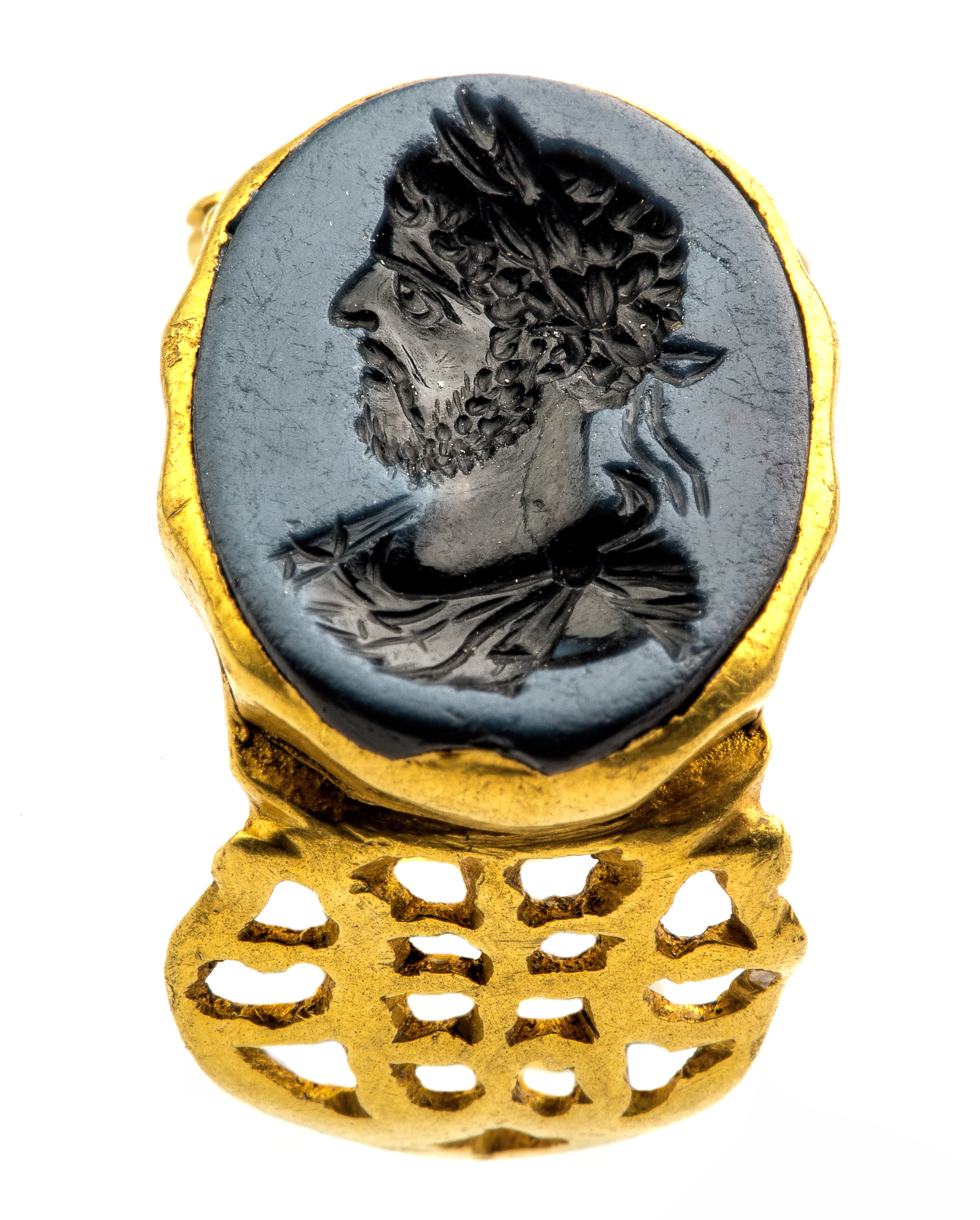
Gouden zegelring met portret van Commodus, gevonden in Tongeren, Gallo-Romeins Museum

  - Musei Capitolini, Rome. Commodus als Hercules met leeuwenhuid, knots en appel van de Hesperiden. Deel van beeldengroep die de apotheose van Commodus verbeeldt. Marmer van Luni, 191-192. Ontdekt in ondergrondse kamer van de Horti Lamiani te Rome in 1874.
  - museum van Ephese, Turkije
  - Römisch-Germanisches Museum, Keulen
  - Kunsthistorisches Museum, Wenen.
- munten
- gouden zegelring. Een gaaf exemplaar met de beeltenis van Commodus werd gevonden in 1998 aan de Tongerse Schaetzengaarde, op de plaats waar wellicht een Romeins privébadhuis heeft gestaan.[4][5] Deze zegelring werd in januari 2004 door het Gallo-Romeins Museum in Tongeren aangekocht.

## Commodus in moderne media

### Film
- The Fall of the Roman Empire, 1964. Commodus wordt gespeeld door Christopher Plummer.
- Gladiator, 2000. Joaquin Phoenix werd voor zijn rol als Commodus genomineerd voor een Academy Award als beste mannelijke bijrol.[6]

### Overig
- Talbot Mundy: Caesar Dies (roman)
- Het videospel Colosseum: Road to Freedom heeft Commodus als tegenstander in het Colosseum.
- Commodus komt voor in het historisch juiste spel MMORPG Roma Victor.
- Commodus speelt een prominente rol in de exclusief op Netflix te bekijken serie Roman Empire: Reign of Blood.

## Verder lezen
- O.J. Hekster, Commodus: an Emperor at the Crossroads, Amsterdam, 2002. ISBN 9050632386
- E. Hohl, Kaiser Commodus und Herodian, Berlijn, 1954.
- M.R. Kaiser-Raiß, Die stadtrömische Münzprägung während der Alleinherrschaft des Commodus: Untersuchungen zur Selbstdarstellung eines römischen Kaisers, Frankfurt am Main, 1980. ISBN 3921302285 (fragmentweergave in Google Books)
- A.E. Raubitschek, Commodus and Athens, Princeton, 1949. (= in Hesperia (supp.) 7 (1949), pp. 279–290.)
- F. von Saldern, Studien zur Politik des Commodus, Rahden, 2003. ISBN 9783896468338

## Noot
1. ↑  Birley vertaalde Herodianus' beschrijving van Commodus (A.R. Birley: Septimius Severus).
2. ↑  Historia Augusta Commodus. De woorden van deze historici kunnen echter niet voetstoots worden aangenomen, met geschiedschrijving werd in de oudheid altijd een bepaalde partij of een bepaald doel gediend.
3. ↑  Historia Augusta Commodus online Engelse vertaling
4. ↑  Vanderhoeven, A. e.a.: Het oudheidkundig bodemonderzoek aan de Schaetzengaarde te Tongeren (prov. Limburg). Eindverslag 2004
5. ↑  Exploratorium: Zegelring met portret van Commodus (Gallo-Romeins Museum)
6. ↑  In de film doodt Commodus zijn vader, die in werkelijkheid een natuurlijke dood was gestorven